# Nikolai Michailowitsch Fjodorowski
Nikolai Michailowitsch Fjodorowski (russisch Николай Михайлович Фёдоровский; * 30. Novemberjul. / 12. Dezember 1886greg. in Kursk; † 27. August 1956 in Moskau) war ein russischer Mineraloge.
Fjodorowski, ein Bolschewik seit 1904, wurde 1914 Doktor der Geologie an der Moskauer Universität. In den Jahren 1918 bis 1923 wurde er Leiter der Abteilung für Bergbau beim Obersten Rat für Volkswirtschaft (WSNCh), Vorsitzender des Rates für Bergbau beim WSNCh, sowie Mitbegründer der Moskauer Bergbauakademie (MGA) und Leiter des Lehrstuhls für Mineralogie. 1933 wurde er zum korrespondierenden Mitglied der Akademie der Wissenschaften der UdSSR gewählt. Im Oktober 1937 wurde er verhaftet und der „Teilnahme an einer antisowjetischen Organisation“ beschuldigt. Er wurde unter anderem im Besserungs- und Arbeitslager NorilLag sowie in einem Sonderlager des MWD, dem GorLag inhaftiert. 1952 wurde er aus der Lagerhaft entlassen, 1954 rehabilitiert.
Ein 1975 neu entdecktes Mineral wurde ihm zu Ehren als Fedorovskit bezeichnet.